# Chris Heil
Chris Heil (Utrecht, 23 februari 1951) is een voormalig doelman van AZ '67.
Heil maakte een transfer van Elinkwijk naar NOAD in 1968 tot 1971. Heil vertrok naar AZ '67 en maakte in het seizoen 1974-1975 zijn debuut voor de Alkmaarders in de Eredivisie. Een echte doorbraak bleef uit want Heil slaagde er niet in een vaste basisplek te veroveren. Hij moest Gerrit Vooys voor zich dulden. Ook al was hij een van de beste keeptalenten van zijn tijd. Hij speelde er tot 1977 uiteindelijk 46 wedstrijden voor AZ '67 waarna hij weer overging naar USV Elinkwijk en daarna zijn kortstondige loopbaan in het betaalde voetbal beëindigde. Heil wordt beschouwd als een groot talent zowel voor Elinkwijk, NOAD en AZ '67.